# Linia kolejowa Uniecza – Sieleckaja
Linia kolejowa Uniecza – Sieleckaja – linia kolejowa w Rosji łącząca stację Uniecza ze ślepym przystankiem Sieleckaja. Zarządzana jest przez region briański Kolei Moskiewskiej (część Kolei Rosyjskich).
Linia położona jest w obwodzie briańskim. Na całej długości jest niezelektryfikowana i jednotorowa.

## Historia
Linia powstała w Związku Sowieckim. Od 1991 znajduje się w granicach Rosji.
Dawniej linia biegła dalej do ukraińskiego miasta Chutir-Mychajliwśkyj, na krótkim odcinku powracając w granice Rosji. 1 października 2004 ruch transgraniczny został wstrzymany i w 2008 tor po stronie ukraińskiej został rozebrany. Współcześnie linia kończy się za położonym przy granicy rosyjsko-ukraińskiej przystankiem Sieleckaja.